# Litoria singadanae
Espèce
Statut de conservation UICN

 DD  : Données insuffisantes
Litoria singadanae est une espèce d'amphibiens de la famille des Pelodryadidae.

## Répartition
Cette espèce est endémique de la province de Morobe en Papouasie-Nouvelle-Guinée. Elle se rencontre à environ 1 280 m d'altitude dans la péninsule Huon,.

## Publication originale
- Richards, 2005 : A new species of treefrog (Anura: Hylidae: Litoria) from the Huon Peninsula, Papua New Guinea. Zootaxa, no 1052, p. 29-39.